# Thanjavur (dystrykt)

Dystrykt Thanjavur na mapie stanu Tamilnadu

Thanjavur – jeden z dystryktów stanu Tamilnadu (Indie). Od północy graniczy z dystryktem Ariyalur, od wschodu z dystryktami Nagapattinam i Tiruvarur, od południa z Cieśniną Palk, od zachodu z dystryktami Pudukkottai i Tiruchirapalli. Stolicą dystryktu Thanjavur jest miasto Thanjavur.